# Монастирок (Житомирський район)
Монастиро́к — село в Україні, у Житомирському районі Житомирської області. Входить до складу Романівської селищної громади. Населення становить 52 осіб.

## Загальний опис
До 2020 року було підпорядковане Ясногородській сільській раді. Розташоване на двох річках: вздовж села з півночі на південь протікає річка Синява, притока ЛІсної, а з заходу на схід — ЛІсна, притока Тетерева. Злиття двох річок розташоване на південь від села.
Село відоме з XVI ст., його назва походить від Свято-Троїцького жіночого монастиря, заснованого в XVI ст. після Берестейської церковної унії (1596 р.). Монастир використовувався як «форпост» для захисту православної віри від наступу католицизму. Після довгої боротьби він перейшов під керування черниць-василіянок.

## Історія
У 1906 році село Чуднівської волості Житомирського повіту Волинської губернії. Відстань від повітового міста 55 верст, від волості 16. Дворів 18, мешканців 47.

## Свято-Троїцький храм

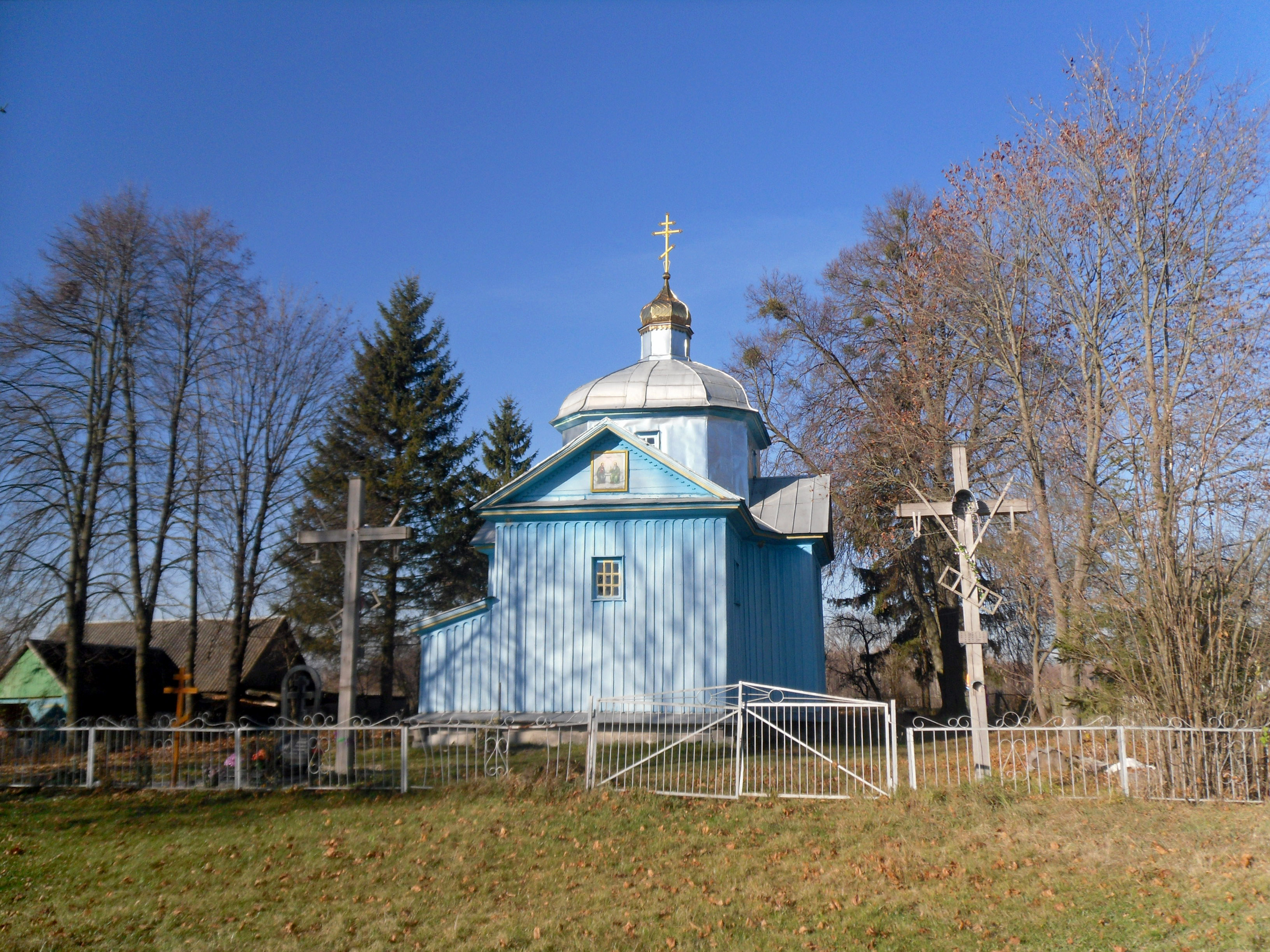
Вигляд храму з центральної вулиці села

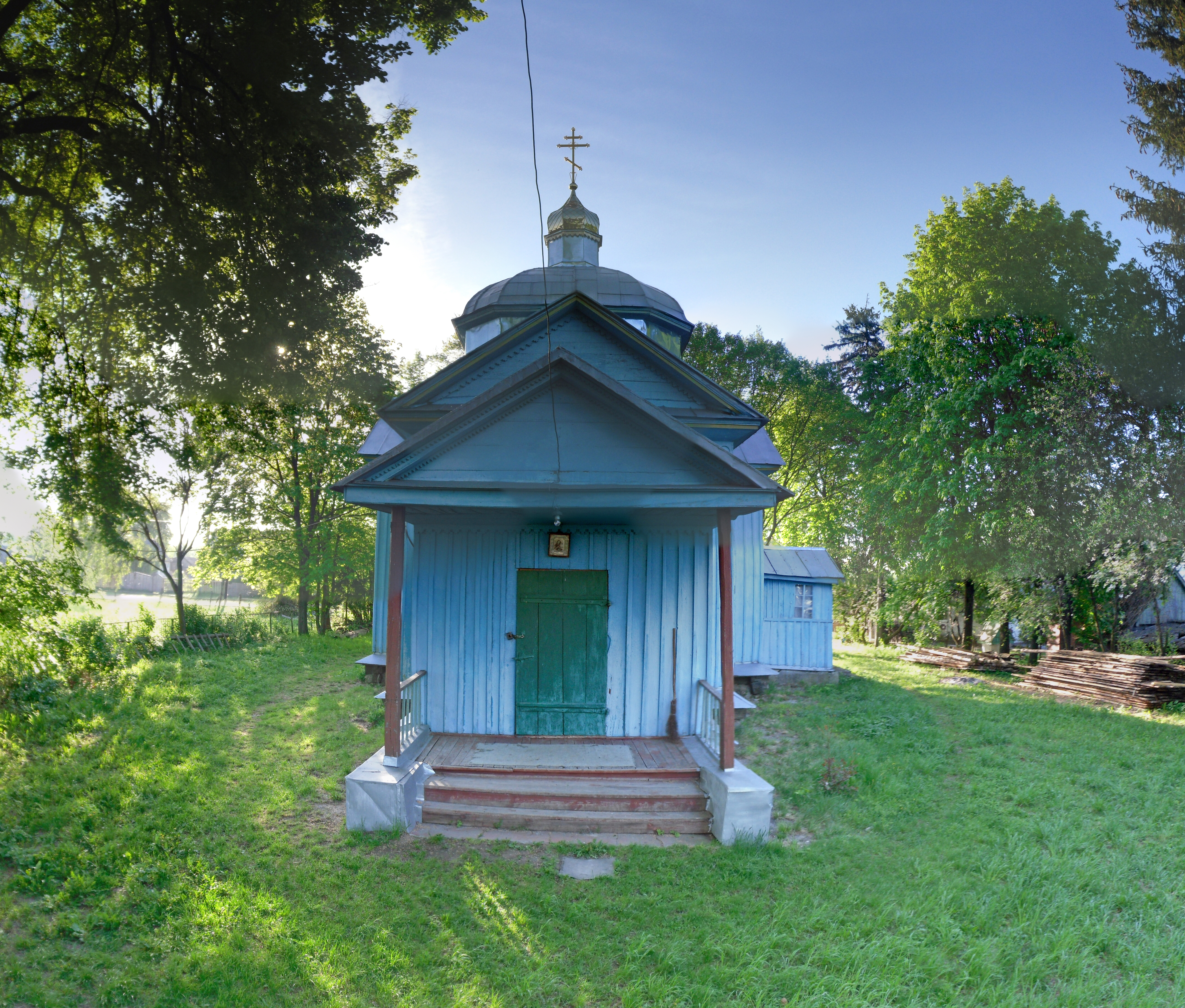
Вхід до церкви

У 1561 році в селі був збудований храм Святої Трійці, який існує і понині. Був перебудований у 1863 році.
За часів радянської влади був закритий в 1935 році з паралельним знищенням всіх церковних приналежностей, іконостасу, ікон та церковних книг. Дерев'яна дзвіниця була розібрана на матеріали, які використали для колгоспних будівель. Церковний дзвін теж було перенесено в колгосп. Сам храм в 1935—1941 роках був складом, потім клубом.
7 липня 1941 року село було зайняте німецькими військами. Розпорядженням їх командирів на куполи церкви було повернуто хрести.
У 1949 році силами селян було виготовлено новий іконостас, повернуто дзвін у церкву, для якого спорудили нову цегляну дзвіницю.
Зараз храм числиться у списку пам'яток історії під номером 74 тип А-місц. Належить громаді УПЦ КП.
У 2014 році розпочачали ремонт-реконструкцію храму з використанням дешевих неавтентичних матеріалів, що поставило пам'ятку під загрозу зникнення.